# Erythroclea bimaculata
Erythroclea bimaculata là một loài bọ cánh cứng trong họ Cerambycidae.